# 小时
小时（拉丁語：hora）是一个时间的计量单位，標準符号为h。非標準之表示方式為hr，應避免使用（應直接使用h）。
根据国际单位制，1小时等值于60分钟，也等值于3600秒，约是一个平太阳日的二十四分之一。
在协调世界时（UTC）时刻系中，为与世界时相协调，还存在正负闰秒，及一小时的长度可能多一秒或少一秒。
值得注意的是，时间的国际单位制基本单位是秒，而不是小时，小时与国际单位制基本单位相协调的辅助时间单位。

## 汉语中的用法
汉语中，表示时间长度多用“小时”，如“会议持续了两（个）小时”；而表记时间点用“时”或“點”，如“上午八时十五分”或“上午八点十五分”。
“小时”一词的来源是相对于中国古代时间单位时辰而言的，中国古代将一天分为十二个时辰，因此以“大时”和“小时”加以区分。
在日常表述中“X小时”和“X个小时”含义是相同的，另外还有“X个钟头”、“X个点”等称呼。